# Tremain Paul
Tremain Shayne Paul (ur. 12 sierpnia 1991 w Micoud) – piłkarz z Saint Lucia występujący na pozycji napastnika, obecnie zawodnik Pakis.

## Kariera klubowa
Paul pochodzi z miasta Micoud i jest wychowankiem tamtejszego zespołu Pakis FC.

## Kariera reprezentacyjna
W 2011 roku Paul wystąpił w trzech spotkaniach reprezentacji Saint Lucia U–23 w ramach wstępnych kwalifikacji do Igrzysk Olimpijskich w Londynie i w przegranym 1:2 meczu z Antiguą i Barbudą wpisał się na listę strzelców. Jego drużyna po komplecie porażek odpadła wówczas już w pierwszej rundzie, zajmując ostatnie miejsce w grupie.
W seniorskiej reprezentacji Saint Lucia Paul zadebiutował 8 lipca 2011 w przegranym 2:4 spotkaniu z Arubą w ramach eliminacjach do Mistrzostw Świata 2014. Premierowego gola w kadrze narodowej strzelił w tych samych rozgrywkach – 2 września 2011 w przegranej 1:4 konfrontacji z Kanadą. Jego drużyna nie zdołała się ostatecznie zakwalifikować na mundial.